# BMW i4
BMW i4 — повністю електричний чотиридверний седан у стилі фастбек, розроблений німецьким виробником автомобілів BMW на платформі Cluster Architecture (CLAR), продажі почнуться в листопаді 2021 року. Початкова концептуальна версія під назвою i Vision Dynamics дебютувала у Франкфурті на автосалоні 2017 року. Це п'ята модель бренду BMW i, яка продаватиметься у декількох варіантах з різними рівнями продуктивності. 

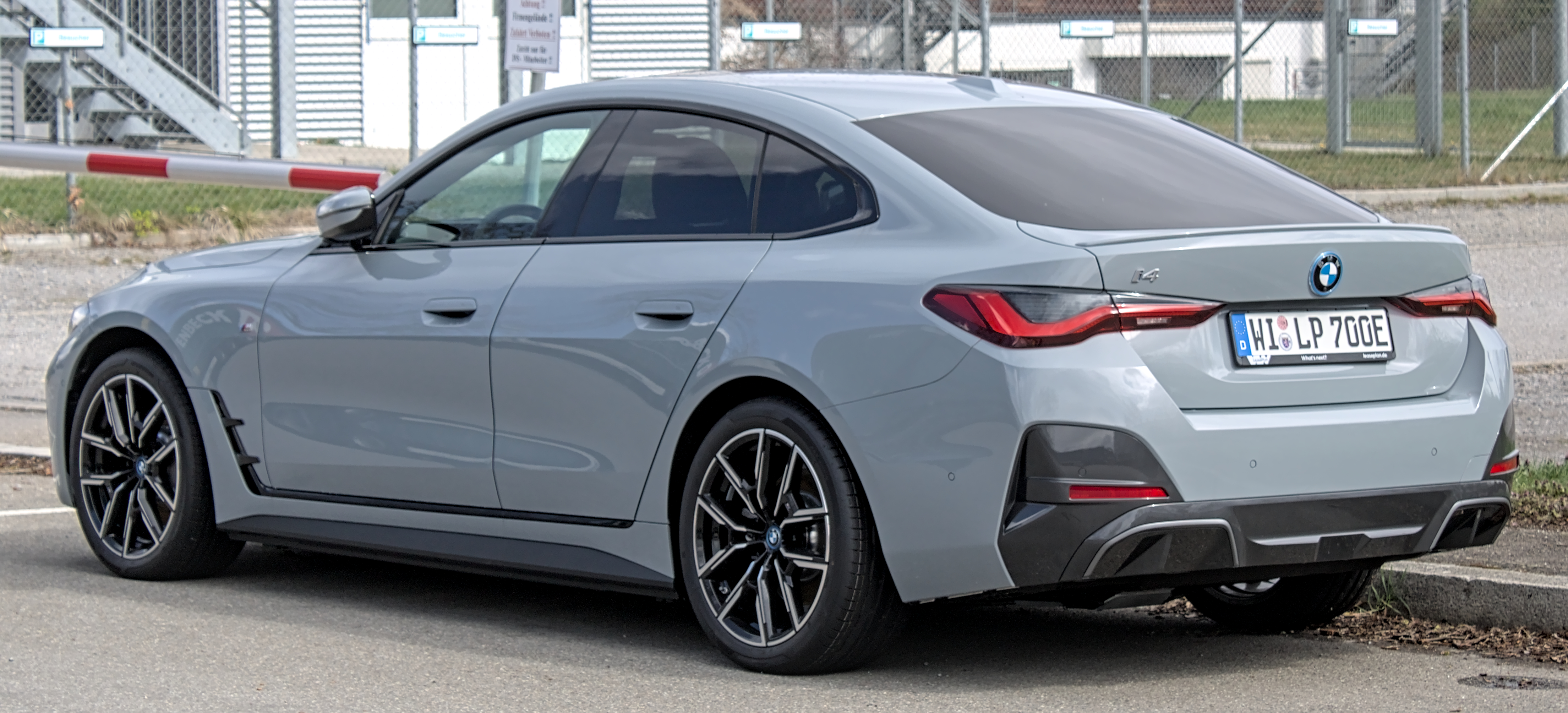

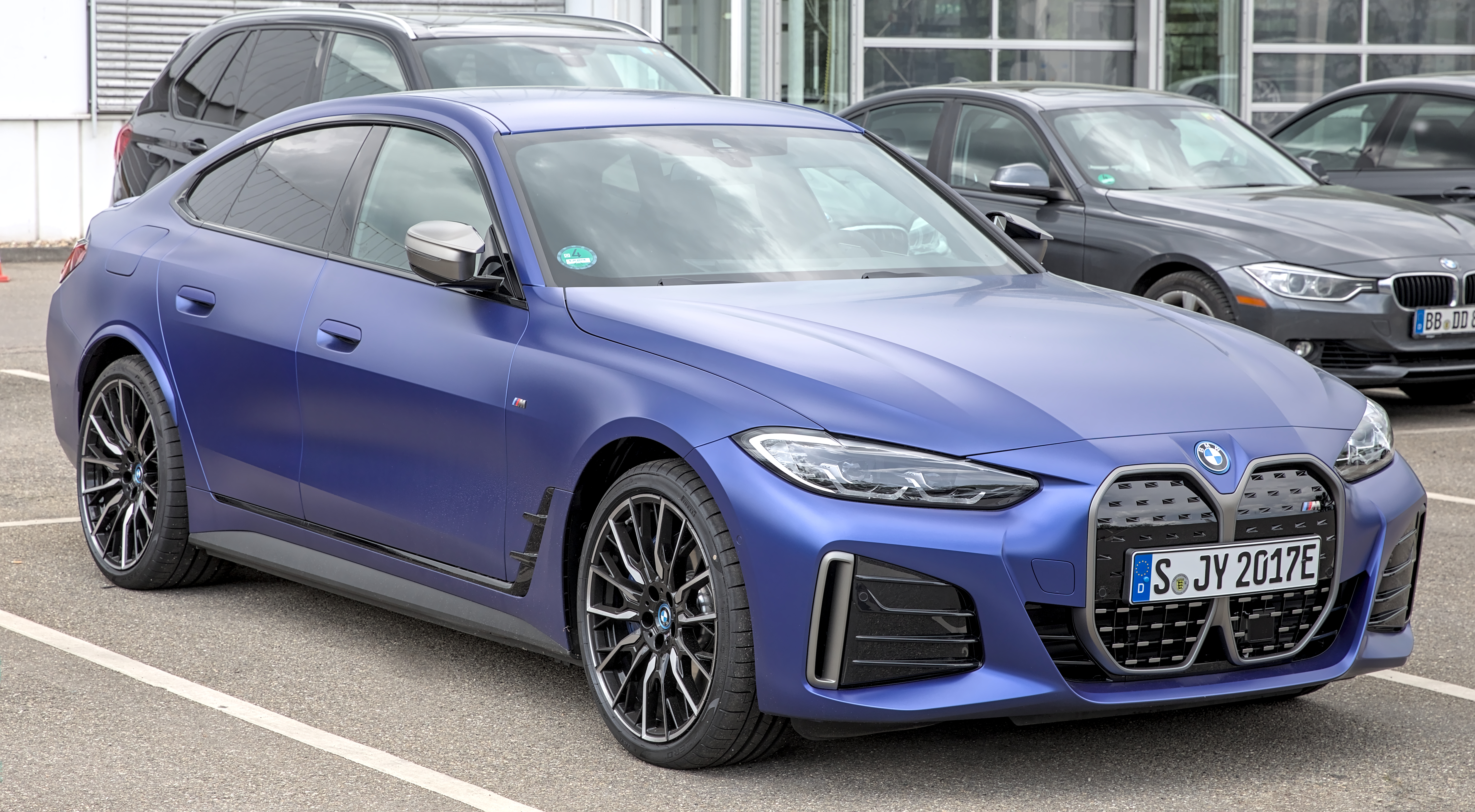
BMW i4 M50

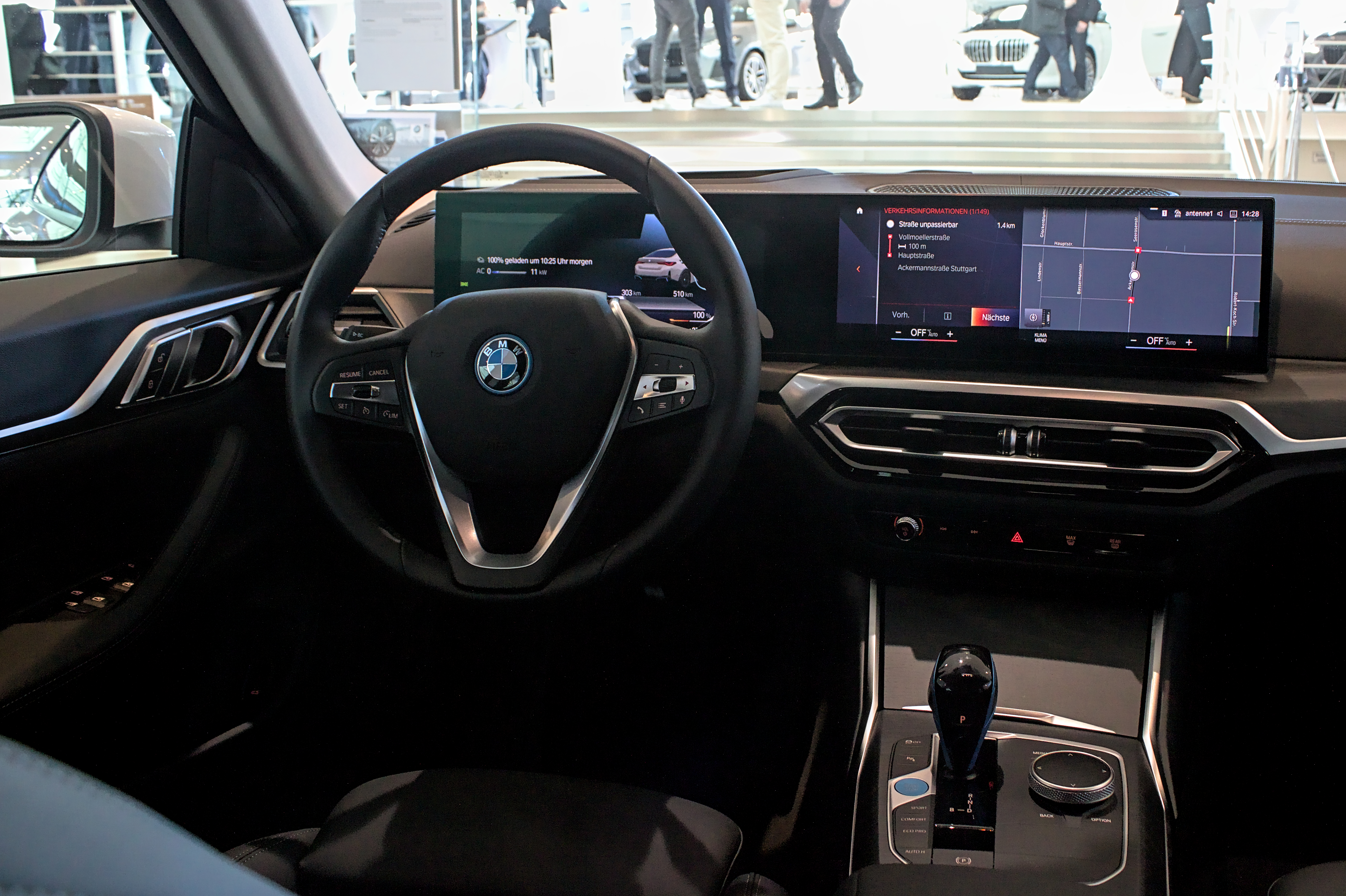

Електромобіль буде доступний в трьох виконаннях зі знайомими цифровими індексами. Базовим стане BMW i435, середнім — i440, а топовим — i4 M50 xDrive. Судячи з назв, перші два очікуються задньопривідними, а M50 — повнопривідним. У 2024 році додається ще одна специфікація BMW i4 - xDrive40 з повним приводом. 

## Модифікації
- i435 286 к. с. 400 Н·м, батарея 70,2 кВт·год, пробіг 490 км по циклу WLTP.
- i440 340 к. с. 430 Н·м, батарея 83,9 кВт·год, пробіг 591 км по циклу WLTP.
- i4 M50 xDrive, 544 к. с. 795 Н·м, батарея 83,9 кВт·год, пробіг 510 км по циклу WLTP.

## Продаж
| Рік  | Європа | США    |
| ---- | ------ | ------ |
| 2021 | 762    |        |
| 2022 |        | 2.683  |
| 2023 |        | 10.724 |